# L'Année de la contestation
Pour plus de détails, voir Fiche technique et Distribution.
L'Année de la contestation (Don Franco e don Ciccio nell'anno della contestazione) est une comédie italienne réalisée par Marino Girolami et sortie en 1970.

## Synopsis
Don Franco et Don Ciccio sont les curés de deux paroisses différentes dans la ville sicilienne de Roccapizzone : le premier de l'église de Sant'Antonio et le second du Sacré-Cœur de Jésus. Ils sont résolument différents l'un de l'autre : le père Franco est un prêtre moderne, il récite la messe en italien et il exprime sa sympathie envers les jeunes manifestants, tandis que le père Ciccio est un prêtre vieux jeu qui croit que la messe ne devrait être récitée qu'en latin et qui est viscéralement anticommuniste. Les discussions animées entre les deux prêtres ne manquent pas. Don Franco collecte des signatures pour tenter de bloquer un entrepreneur local, Don Mimì, qui veut construire un hôtel au lieu d'un parc pour enfants ; une initiative pour laquelle les communistes locaux organisent des grèves et des manifestations.
Entre-temps, un match de football entre les équipes des deux paroisses est sur le point de se jouer, suivi avec enthousiasme par tout le village. Vers la fin, les deux prêtres se rendent même sur le terrain en personne lorsque le score est de 1-0 pour la paroisse de Don Franco. Tous deux marquent un but, portant le score à 2-1 en faveur de la paroisse de Sant'Antonio. Bientôt, le père Franco se rend compte qu'il a eu tort de soupçonner le père Ciccio : non seulement le père Ciccio ne l'a pas dénoncé à l'évêque, mais il lui a demandé de le laisser à sa place. Une fois le malentendu dissipé, les deux curés font la paix.

## Fiche technique
- Titre original : Don Franco e don Ciccio nell'anno della contestazione[1] (litt. « Don Franco et Don Ciccio dans l'année de la protestation »)
- Titre français : L'Année de la contestation[2]
- Réalisateur : Marino Girolami
- Scénario : Marino Girolami, Amedeo Sollazzo (it)
- Photographie : Mario Fioretti (it), Alberto Fusi
- Montage : Vincenzo Tomassi (it)
- Musique : Piero Umiliani
- Décors : Tonino Fratalocchi
- Production : Edmondo Amati (it)
- Société de production : New Film Production
- Pays de production :  Italie
- Langue de tournage : italien
- Format : Couleur - 1,85:1 - Son mono - 35 mm
- Durée : 94 minutes (1h34)
- Genre : Comédie
- Dates de sortie :
  - Italie : 9 avril 1970

## Distribution
- Franco Franchi : Don Franco
- Ciccio Ingrassia : Don Ciccio
- Edwige Fenech : Anna Bellinzoni
- Enio Girolami : le lieutenant
- Yvonne Sanson : Donna Camilla
- Umberto D'Orsi : Orazio Caccamo
- Lino Banfi : Cosimino
- Luca Sportelli : Le Maresciallo
- Enzo Andronico : Don Mimi Nicastro
- Renato Malavasi : Cav. Giacomo Bellinzoni
- Mirella Pamphili : Mme Rionello
- Alfredo Adami : L'arbitre de football
- Alfredo Rizzo : Le vétérinaire
- Edy Biagetti : Ing. Rionello
- Attilio Dottesio : L'honorable De Gaetano

## Production
Bien que se déroulant en Sicile dans le village inexistant de Roccapizzone, le film a été presque entièrement tourné à Soriano nel Cimino, dans la province de Viterbe,,. Il est sorti dans les salles de cinéma le 16 avril 1970.
Les protagonistes Franco et Ciccio, n'apparaissent pas dans plusieurs scènes, et disparaissent complètement dans les 25 minutes après le match de foot qui précèdent la séquence finale, dans laquelle ils réapparaissent.

## Clins d'œil et références
L'intrigue présente de curieuses analogies avec l'œuvre de Giovannino Guareschi, le créateur de la célèbre série des Don Camillo et Peppone, mais en remplaçant le prêtre et le maire communiste de Brescello par deux prêtres, l'un plus vieux jeu et l'autre plus ouvert aux idées modernes. Les séquences du baptême ou du match de football seront reproduite dans Don Camillo et les Contestataires sorti en 1972.